# Ralf Heskamp
Ralf Heskamp (* 22. September 1965 in Rheine) ist ein ehemaliger deutscher Fußballspieler und heutiger -funktionär. Er ist gelernter Industriekaufmann und Steuerfachangestellter.

## Laufbahn als Spieler
Heskamp spielte ab 1983 neun Jahre lang durchgehend für den VfL Osnabrück, zumeist in der 2. Bundesliga. Er bestritt sein Debütspiel kurz vor seinem 18. Geburtstag. Heskamps Spitzname, regelmäßig in den Stadien auf Transparenten seiner persönlichen Fans zu lesen, war in der Anfangszeit seiner Karriere Igel.
1992 verließ Heskamp den Verein und spielte ein Jahr bei Eintracht Braunschweig. Von 1993 bis 1996 stand er erneut beim VfL Osnabrück unter Vertrag, der zu dieser Zeit in der Regionalliga spielte.
Danach spielte er eine Saison beim Regionalligisten Preußen Münster und anderthalb Jahre beim Regionalligisten Eintracht Nordhorn. Nach der Saison 1999/2000, in der er zehn Einsätze bei seinem Jugendverein FC Eintracht Rheine in der Oberliga Westfalen absolvierte, beendete er seine Karriere als Fußballspieler.

## Nach der Zeit als Spieler
Heskamp war ab dem Jahr 2000 Geschäftsführer beim VfL Osnabrück, ehe das Arbeitsverhältnis zum 30. Juni 2013 durch das damalige Vereinspräsidium gekündigt wurde. Dies führte angesichts des unbefristeten Arbeitsvertrages zu einem gerichtlichen Vergleich. Seit dem 1. Juli 2014 war er als Scout beim FC Bayern München angestellt und sollte für den deutschen Rekordmeister Talente in Norddeutschland sichten.
Am 9. Dezember 2014 wurde Ralf Heskamp als neuer sportlicher Leiter des Drittligisten Holstein Kiel vorgestellt. Er erhielt dort einen Vertrag bis 2017.
Heskamp beendete sein Engagement in Kiel am 7. Oktober 2015 aus privaten Gründen. Als sein Nachfolger wurde am 4. Dezember desselben Jahres Uwe Stöver vorgestellt. Danach war Heskamp als Scout in Nord- und Ostdeutschland erneut für Bayern München tätig, bevor er zum 1. April 2018 als neuer Sportdirektor des Drittligisten Hallescher FC vorgestellt wurde.
Am 1. April 2022 wurde Heskamp Sport-Geschäftsführer des Drittligisten MSV Duisburg. Anfang Oktober 2023 wurde Heskamp beim MSV Duisburg entlassen. Anschließend war er vom 1. Juli 2024 bis 31. Dezember 2024 bei Werder Bremen als Leiter der Nachwuchsabteilung beschäftigt.